# Kościół św. Mikołaja w Sławnie
Kościół świętego Mikołaja – rzymskokatolicki kościół parafialny należący do parafii pod tym samym wezwaniem (dekanat kiszkowski archidiecezji gnieźnieńskiej).
Jest to świątynia wzniesiona w latach 1842-43, na miejscu wcześniejszego, drewnianego kościoła, który spłonął w 1803 roku. Budowla została konsekrowana w dniu 22 lipca 1912 roku.
Świątynia jest jednonawowa i zamknięta jest niższym, wielobocznym prezbiterium, od frontu znajduje się wieża, zwieńczona blaszanym dachem hełmowym. W ołtarzu głównym jest umieszczona figura Św. Mikołaja, patrona świątyni. Nad nim znajduje się baldachim podparty 4 kolumnami. W lewym ołtarzu bocznym, w centralnym miejscu jest zawieszony obraz Św. Jana Nepomucena. Nad nim znajduje się napis: „Nie masz względu na osoby u Boga”. Obok ołtarza, stoi ambona z początku ubiegłego stulecia, przedstawiająca trzy płaskorzeźby: Pana Jezusa na łodzi, siewcę dobrego ziarna oraz świętych ewangelistów. W prawym ołtarzu bocznym znajduje się obraz Matki Boskiej Szkaplerznej, a nad nią widnieje napis: „Witaj nadziejo w smutku i żałości”. Niżej jest umieszczony stary zegar i podtrzymywana przez anioła chrzcielnica w kształcie czary. Przed ołtarzem jest ustawiony bogato rzeźbiony, tapicerowany klęcznik do przyjmowania komunii świętej.
W południowej części świątyni znajduje się wejście do kaplicy, a nad nim widnieje napis: „Swą świętą krew przelał za nas chrześcijany”. Obok namalowane są herby: Radońskich - Jasieńczyk i Chełmickich - Nałęcz. W kaplicy, w centralnym miejscu jest umieszczony obraz Św. Mikołaja. W podłodze z kolei tkwią dwie płyty marmurowe bez inskrypcji. Pod kaplicą znajduje się krypta, z epitafium Heleny Radońskiej, zmarłej w 1936 roku. Kruchtę od świątyni oddzielają drewniane drzwi, z wypukłymi ornamentami przedstawiającymi: krzyż, kotwicę, serce i żmiję. Od strony południowej, przylega do świątyni starsza o 67 lata kaplica, ufundowana przez rodzinę Węsierskich, dziedziców wsi. Na jej zewnętrznej ścianie wmurowane zostało metalowe, dwupolowe epitafium małżonków Konstancji z Tuchołków Węsierskiej, z łacińskim tekstem wymieniającym ich posiadłości, zalety i zasługi oraz dwa herby Korzbok – Tuchołków po lewej stronie i Belina Węsierskich. Niżej wmurowana została druga, marmurowa tablica, poświęcona księdzu proboszczowi Mieczysławowi Potockiemu, zmarłemu w 1942 roku, w obozie koncentracyjnym w Dachau.